# Stéphane Kerecki
Stéphane Kerecki, né le 2 septembre 1970 à Paris, est un contrebassiste de jazz français, 

## Biographie
Stéphane Kerecki commence par étudier l'économie, tout en étudiant en parallèle la musique. Au conservatoire, il prend des cours avec David Patrois, Jean Bardy et Olivier Sens. Il intègre ensuite le conservatoire national supérieur de musique et de danse de Paris, où il a comme professeurs de contrebasse Jean-François Jenny-Clark, Riccardo Del Fra et Jean-Paul Céléa.
Il cite Dave Holland, Charlie Haden et surtout Scott LaFaro parmi ses influences en tant que contrebassiste.
Stéphane Kerecki commence sa carrière auprès de Steve Potts, puis auprès de nombreux musiciens en tant que sideman, notamment Daniel Humair, Denis Colin, Guillaume de Chassy, Yaron Herman, François Jeanneau, Sheila Jordan, Steve Lehman, Ronnie Lynn Patterson, Michel Portal, Thomas Savy,. Il est également le bassiste du Paris Jazz Big Band de Nicolas Folmer.
Il obtient en 2001 le deuxième prix de soliste au Concours national de jazz de la Défense.
En 2003, il monte son propre trio, formation qu'il affectionne particulièrement, avec Matthieu Donarier aux saxophones et Thomas Grimmonprez à la batterie. Leur deuxième album, Focus Dance, reçoit le prix de l'Académie Charles-Cros et plusieurs distinctions dans la presse musicale (Jazz Magazine, le Monde de la Musique). Le troisième album du trio, Houria, est nommé aux Victoires du Jazz 2009 dans la catégorie « révélation instrumentale » et est distingué par la presse musicale
En 2005, le magazine français Jazzman le classe parmi les « 125 talents pour demain ».
Son duo Patience avec John Taylor (2011) reçoit dès sa sortie un accueil très favorable de la presse spécialisée,, avec la récompense « Choc » de Jazz Magazine Jazzman.

## Récompenses
- 2015 : Prix du disque français de l'Académie du jazz (« meilleur disque enregistré par un musicien français ») pour son album Nouvelle Vague (Outnote)[7].
- 2015 : Victoires du jazz dans la catégorie Album jazz instrumental de l'année pour Nouvelle Vague
- 2022 : Prix du disque français pour Out of the Silence[8]

## Discographie

### Leader ou coleader
- 2004 : Story Tellers, Stéphane Kerecki trio (Ella Productions)
- 2007 : Focus Danse, Stéphane Kerecki trio (Zig Zag Territoires)
- 2009 : Houria, Stéphane Kerecki trio feat. Tony Malaby (Zig Zag Territoires)
- 2011 : Patience avec John Taylor (Outhere Music France/Zig Zag Territoires)
- 2012 : Sound Architects, Stéphane Kerecki trio + Tony Malaby et Bojan Z (Outnote-Outhere Music)
- 2014 : Nouvelle Vague, Stéphane Kerecki Quartet (Outnote-Harmonia Mundi)
- 2017 : Aïres, Airelle Besson, Édouard Ferlet, Stéphane Kerecki (Alpha Classics)
- 2017 : Modern Art, Daniel Humair, Vincent Lê Quang, Stéphane Kerecki (Incises)
- 2018 : French Touch, Émile Parisien (ss), Jozef Dumoulin (p, Rhodes), Fabrice Moreau (dms)[9] (Incises)
- 2022 : Out of the Silence, Marc Copland (p), Tore Brunborg (st), Fabrice Moreau (dms) et Ralph Alessi (tp)
- 2023 : A Modern Songbook, Thomas Enhco (p), Stéphane Kerecki (Sony Music)

### Sideman
Avec Magnetic Big Band
- 1999 : Magnetic Big Band (Black and Blue)

Avec Paris Jazz Big Band
- 2000 : À suivre (Cristal Records)
- 2002 : Méditerranéo (Cristal Records)
- 2004 : Paris 24 Heures (Cristal Records)

Avec Barend Middelhoff Quintet
- 2001 : City Lines (Buzz Records)

Avec Scott Hill
- 2002 : Narrow Streets (Tone Hole Music)

Avec Nico Morelli
- 2003 : Nico Morelli (Cristal Records)
- 2006 : Un"folk"ettable (Cristal Records)

Avec Thomas Savy
- 2006 : Archipel (Nocturne)
- 2014 : Archipel 2, Bleu (Plus Loin)

Avec Leee John
- 2006 : Feel My Soul (Candid Records)

Avec MCK Trio
- 2008 : Espace vital (L'Outil "A")

Avec Ronnie Lynn Patterson Trio
- 2008 : Freedom Fighters, Ronnie Lynn Patterson Trio (Zig-Zag Territoires)

Avec Guillaume de Chassy Trio
- 2008 : Faraway, So Close (Bee Jazz)

Avec Denis Colin et la Société des Arpenteurs
- 2009 : Subject to Change (Chant du Monde)
- 2011 : Subject to Live (Chant du Monde)

Avec Amy Gamlen
- 2010 : Cold Light (There)
- 2013 : Direction (PJU)

Avec Nicola Sergio Trio
- 2012 : Illusions (Challenge Records)
- 2016 : Cilea Mon Amour (Nau Records)

Avec Anne Paceo
- 2012 : Yokaï (Laborie Jazz)

Avec Yaron Herman
- 2012 : Alter Ego (ACT)

Avec Antoine Berjeaut
- 2014 : Wasteland, Feat. Mike Ladd (Fresh Sound New Talent)

Avec Xavier Desandre Navarre
- 2014 : In Pulse (Jazz Village)

Avec Philippe Macé Quartet
- 2016 : On the road/off the road (Parallel records)

Avec Daniel Humair
- 2017 : Seasoning (Live at Theater Gütersloh) (Challenge Records)

Avec La Diagonale du Cube
- 2018 : Le Tombeau de Poulenc (Yolk)

Avec Pierre Bensusan
- 2020 : Azwan (MVD)